# Конското
Конското е седловина в Малешевска планина. Разположена е на главното планинско било, между Ильов връх (на северозапад) и връх Трите гроба (на югозапад). Отделя рида Краище от същинска Крупнишка планина. Надморска височина около 1735 м. Седловината е тясна. На североизток от нея извира р. Голема (име на Сушицка река в горното ѝ течение). Геоложката основа е от метаморфни скали. Почвите са кафяви горски. Обрасла е с планинска тревна растителност. През Конското минава държавната граница между Република България и Северна Македония.